# Castell d'Espasens
El Castell d'Espasens és una antiga fortificació al Veïnat d'Espasens al terme municipal de Fontcoberta (al Pla de l'Estany). Les restes de murs estructurals de l'antic Castell d'Espasens estan catalogades a l'Inventari del Patrimoni Arquitectònic de Catalunya. En conjunt es conserva aproximadament els murs perimetrals del castell en una alçada d'un metre de mitjana, i un gruix que varia de 70 a 100m.
Fou lloc d'un llinatge de baixa noblesa de les comarques catalanes. El 1309 hi vivia Ramon d'Espasens. El 1332 el senyor del lloc era Berenguer d'Espasens i l'any 1363 el castell pertanyia a Ramon d'Espasens que tenia la tercera part dels delmes de la parròquia d'Ollers. El setembre de 1432 i fins al 1444 fou propietat de Berenguer d'Espasens, que fou el darrer que utilitzà aquell cognom. El 1480 passà a mans de Guillem Arnald de Pallol, la família del qual el continuarà tenint durant temps.